# BMW 320si WTCC

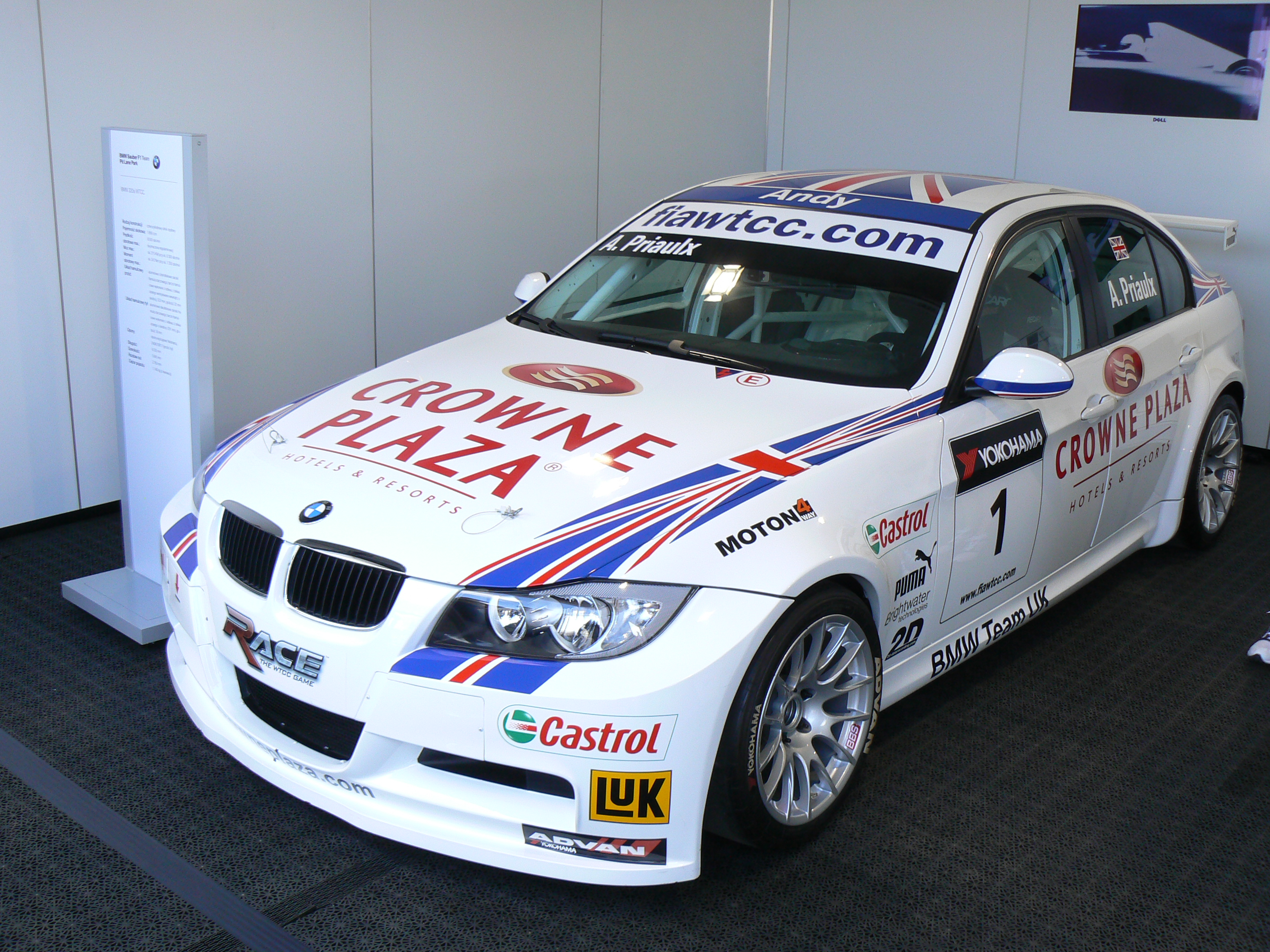
BMW 320si WTCC

BMW 320si WTCC был представлен отделением BMW Motorsport в 2006 году,  Автомобиль сконструирован на основе базовой модели 3-серии, на платформе BMW E90. Легковушка имеет больше количество побед в мировом туринговом чемпионате (WTCC), а также в многочисленных национальных чемпионатах.
Вдохновленная гоночным болидом BMW 320si WTCC компания BMW решила создать ограниченную серию модели 320SI.
Кузов BMW 320si WTCC с каркасом безопасности производился на заводе BMW в Регенсбурге, наряду с кузовами для BMW 1 и 3 серии. В конструкцию трансмиссии были внесены существенные изменения. Для того, чтобы гонщику не приходилось каждый раз выжимать сцепление при понижении передачи, была внедрена специальная электронная система. В рычаг коробки передач интегрирован датчик. Данный датчик передаёт сигнал к блоку управления двигателем, когда пилот положит руку на рычаг. Этот импульс понижает в блоке управления двигателем силу тяги, позволяя водителю переключиться на пониженную передачу мягко и быстро без использования сцепления.
Инженеры планируют включить в конструкцию мостов специальный параметр развала, чтобы можно было его настраивать независимо от других параметров, такие как центр крена и курсовая устойчивость. Все это позволит полупрофессиональным командам быстрее проводить настройку автомобиля. Также была увеличена ширина колеи и развала.
В конструкции тормозов на BMW 320si WTCC используются высокопрочные материалы. Спереди установлены стальные перфорированные тормозные диски диаметром 332 мм на 32 мм и 4-поршневые фиксированные суппорты. Сзади установлены вентилируемые тормозные диски диаметром 291 мм на 18 мм и 2-поршневые фиксированные суппорты. В помощь реечному рулевому управлению BMW 320si WTCC приходит электрогидравлика, которая заимствована от серийной модели. Единственное отличие гоночного управления от серийного состоит в том, что передаточное число рулевого механизма более точное.
BMW Motorsport опирается на свою компетенцию и производство основных компонентов для своих высокопроизводительных двигателей ведёт на заводе BMW в Ландсхуте, где также производятся основные компоненты для двигателей. 2-литровый, четырехцилиндровый двигатель для BMW 320si развивал 127 кВт (173 л. с.), также производилось 45 единиц двигателей для гоночной версии модели. На BMW 320si WTCC использовалась 5-ступенчатая механическая КПП и в качестве опции 6-ступенчатая роботизированная.